# No, No, No (Destiny's Child)
No, No, No è il singolo d'esordio della girlband statunitense Destiny's Child, pubblicato come primo estratto dall'album eponimo. Fu dapprima pubblicato negli Stati Uniti l'11 novembre 1997 e nel resto del mondo nella primavera del 1998.
La canzone è presente in due versioni con relativi video: No, No, No Part I, versione lenta e dalle atmosfere soul, e No, No, No Part II, quella con cui il singolo ha avuto successo, versione dai ritmi ballabili e hip hop, che vanta la collaborazione di Wyclef Jean sia in qualità di rapper che di produttore. Il testo delle due versioni è pressoché identico, fatta eccezione per il ponte cantato da Beyoncé e per le strofe rap di Wyclef presenti nella seconda versione.

## Part I

### Composizione e testo
No, No, No Part I è una ballata soul dai toni molto suadenti, prodotta da Vincent Herbert e Rob Fusari. Il testo della canzone parla di un amante che cerca di negare i propri sentimenti, appunto dice "no, no, no" quando in realtà è "yes, yes, yes" (si, si, si) (versi ripetuti nel ritornello). La prima strofa chiede al ragazzo in questione di non nascondersi, perché per la protagonista della canzone è chiaro che lui la desideri quanto lei desideri lui: è riconoscibile nei suoi occhi e nei suoi gesti quando si trovano vicini. Così la ragazza lo sprona a prendere l'amore che ha in serbo per lui. La seconda strofa avverte il ragazzo che se continuerà a negare l'evidenza perderà l'amore della ragazza, la quale non ha tempo per giocare, e gli dice di affrettarsi. La ragazza si chiede poi perché sia così timido quando la incontra, forse perché non ha mai avuto una donna come lei. Il ponte della canzone dice che il ragazzo non si pentirà della scelta visto che i sentimenti della ragazza sono reali e dispone di tutto quello che ha desiderato fino a quel momento; esorta il ragazzo a non preoccuparsi di quello che dicono gli altri, perché lei può fare quello che i suoi amici non possono fare per lui, e spera che dica di sì, e non vuol sentirsi dire no. Entrambe le strofe e il ponte sono cantati da Beyoncé, che con questo primissimo singolo da già prova delle sue abilità vocali.

### Video musicale
Il videoclip della traccia è stato diretto da Darren Grant e Dwayne D.C. Coles ed è ambientato in un club. L'annunciatore della serata chiama a sorpresa ad esibirsi per la serata le quattro ragazze, le quali reagiscono con espressioni sconcertate, si alzano dal tavolo in cui erano sedute e si dirigono verso il palco centrale per esibirsi. Il gruppo inizia ad eseguire una coreografia sulle note della canzone, e prima di arrivare alla prima strofa un movimento di macchina trasforma gli abiti delle cantanti da un look trendy-casual ad uno glamour, dove le ragazze indossano abiti da sera. Mentre si esibiscono vengono mostrate scene che si svolgono nel locale, soprattutto di coppie che amoreggiano. Il video si conclude con l'ovazione finale da parte del pubblico.

## Part II

### Composizione e testo
No, No, No Part II, che viene considerata come il remix ufficiale del brano, è stata prodotta da Wyclef Jean con l'aiuto di Jerry "Te Bass" Duplessis e Che Greene, ed ha un ritmo completamente diverso dall'altra versione, oltre ad essere diverso in alcune parti del testo. Nel comporre il beat della canzone Jean ha utilizzato il sample di una canzone scritta ed interpretata da Barry White, Strange Games & Things. Il risultato è una miscela di fresco hip hop e R&B molto ballabile, ma che non si affida solo a campionamenti e sintetizzatori, visto che Jean ha usato strumenti veri e propri come la sua chitarra. La canzone viene introdotta dal rapper haitiano, che annuncia che si tratta del remix, che viene suonato nelle strade, nelle jeep e nelle radio, e cita la sua band dei Refugee Camp come l'origine di questo remix. Il ritornello usa lo slang "Yeah" al posto del classico "Yes". Le parole delle due strofe vengono mantenute, ma vengono cantate in maniera più veloce e sincopata a causa del ritmo incalzante del pezzo. Il ponte del brano è totalmente diverso: sulla base di un assolo alla chitarra eseguito da Wyclef, Beyoncé canta che ogni volta che incontra il ragazzo con i suoi amici, questi fa finta di non curarsi di lei, ma poi quando torna a casa la chiama subito per dirle quanto ci tiene. Segue una strofa rap di Wyclef, la quale è una sorta di propaganda pubblicitaria alla canzone: l'artista infatti garantisce al pubblico che rimarrà ipnotizzato da questo remix che ha creato, se chiuderà gli occhi, ed esorta a spendere un po' di soldi per comprare il disco delle Destiny's Child, le quali sono descritte dal cantante come delle perfette ballerine che si muovono come soldati privi di limiti, e vengono paragonate a delle giovani The Supremes. Jean spinge tutte le ragazze a ballare sulle note di questo pezzo, non importa che taglia portino, e i ragazzacci a sentire la canzone, e ricorda che tutto quello che fa lui nel quartiere è cercare di sopravvivere.

### Video musicale
Anche il video per questa versione è stato diretto da Darren Grant, e si svolge in scenari completamente differenti. Si apre con le ragazze vestite in jeans e canotte verdi che cantano la canzone sedute all'ingresso di un palazzo (palesemtne ricostruito in studio), accompagnate alla chitarra da Wyclef. Beyoncé ferma la prova dichiarando di non essere soddisfatta, ma il cantante dice che va bene, il fatto è che hanno bisogno di un beat movimentato per i club. A questo punto parte l'audio del brano, e la scena si sposta in un set dorato e illuminato, dove le ragazze, vestite in abiti neri e attillati, eseguono una corografia per tutto il video accompagnate da quattro ballerini che cercano di afferrarle. Durante la seconda strofa la scena torna momentaneamente al palazzo dell'intro, dove ognuna delle cantanti appare si sporge da una finestra diversa dell'edificio, mentre Wyclef danza sul marciapiede di fronte all'ingresso. Poco prima del ponte del brano, il portone d'ingresso si apre e la camera entra in una sorta di valle incantata ricostruita in studio, con piume bianche che scendono dal cielo, dove il rapper suona la chitarra camminando tra i prati e le ragazze siedono su altalene sospese in aria, vestite con abiti angelici e floreali.

## Successo commerciale

### Stati Uniti
Il singolo ha debuttato nella Hot 100 alla 64ª posizione il 27 novembre 1997 e ha raggiunto il 3º posto, la sua posizione più alta, durante la sua diciottesima settimana di permanenza in classifica. Il brano ha passato ben 35 settimane nella classifica, raggiungendo la vetta sia nella Hot 100 Singles Sales, ovvero la classifica dei singoli più venduti negli Stati Uniti, sia nella Hot R&B/Hip Hop Songs. Billboard ha inserito il brano tra i 100 singoli R&B di maggior successo del 1998 alla quarta posizione.
Nel 1998 la RIAA ha premiato il brano con il disco di platino, avendo venduto 1 milione di copie nel paese.

### Europa
Nel Regno Unito la canzone ha raggiunto la quinta posizione, dove ha debuttato il 28 marzo 1998, e ha speso 8 settimane nella top75, vendendo più di 146 000 copie.
In Nuova Zelanda il singolo è entrato in classifica al numero 41 il 22 febbraio 1998, ed ha raggiunto la posizione numero 16, passando 16 settimane in classifica.
Nei Paesi Bassi No, No, No si è rivelato uno dei singoli di maggior successo della band: entrato in classifica il 28 febbraio 1998, al numero 59, tre settimane più tardi era già nella top5, dove ha passato 6 settimane raggiungendo la posizione numero 2. Anche nelle classifiche norvegesi il pezzo è stata una vera hit, raggiungendo la posizione numero 6 e spendendo 8 settimane nella top20. In Svezia No, No, No è il singolo delle Destiny's Child con la più lunga permanenza in classifica, con ben 20 settimane, seguito da Lose My Breath con 18; nelle classifiche svedesi il singolo ha raggiunto il numero 15, posizione superata solo due anni più tardi da Independent Women Part I. Nella classifica svizzera il singolo ha debuttato alla posizione numero 16 il 14 giugno 1998, ed ha raggiunto la posizione numero 13 due settimane più tardi: anche in questo caso la posizione ottenuta dal brano è stata superata da Independent Women Part I nel 2000.
No, No, No ha venduto oltre quattro milioni di copie in tutto il mondo, restando il singolo che ha venduto di più durante tutta la carriera del gruppo, nonostante la band sia ricordata soprattutto per altre canzoni.

## Classifiche
| Classifica (1998)         | Posizione massima |
| ------------------------- | ----------------- |
| Australia                 | 28                |
| Austria                   | 40                |
| Canada                    | 4                 |
| Europa                    | 12                |
| Francia                   | 88                |
| Germania                  | 14                |
| Norvegia                  | 6                 |
| Nuova Zelanda             | 16                |
| Paesi Bassi               | 2                 |
| Regno Unito               | 5                 |
| Regno Unito (R&B)         | 1                 |
| Svezia                    | 15                |
| Svizzera                  | 13                |
| Stati Uniti               | 3                 |
| Stati Uniti (R&B/Hip-Hop) | 1                 |

## Tracce

### US Single
12" Single
Side A
1. "No No No" (Part 2) (featuring Wyclef Jean)
2. "No No No" (Part 1)
3. "No No No" (Part 2 Without Rap)

Side B
1. "No No No" (Part 2 Acapella) (featuring Wyclef Jean)
2. "No No No" (Part 2 Instrumental)
3. "No No No" (Part 1 Instrumental)

### UK Single
12" Promo
Side A
1. "No No No" (Part 2) (featuring Wyclef Jean) - 3:30
2. "No No No" (Part 1) - 4:08

Side B
1. "No No No" (Funki Dred Mix) (featuring MCD) - 3:59
2. "No No No" (Funki Dred Mix) - 4:19

12" Camdino Soul Remix Promo
Side A
1. "No No No" (Camdino Soul Remix)

Side B
1. "No No No" (Camdino Soul Remix Instrumental)

12" Single
Side A
1. "No No No" (Part 2) (featuring Wyclef Jean) - 3:27
2. "No No No" (Part 1) - 4:08
3. "No No No" (Part 2 Without Rap) - 3:05

Side B
1. "No No No" (Funki Dred Remix) (featuring Wyclef Jean) - 3:59
2. "No No No" (Funki Dred Remix) (featuring MCD) - 3:59
3. "No No No" (Camdino Soul Extended Remix) - 6:31

CD Single
1. "No No No" (Part 2) (featuring Wyclef Jean) - 3:27
2. "No No No" (Part 1) - 4:08

CD Maxi-Single
1. "No No No" (Part 2) (featuring Wyclef Jean) - 3:27
2. "No No No" (Part 1) - 4:08
3. "No No No" (Funky Dred Remix 1) (featuring Wyclef Jean) - 3:59
4. "No No No" (Funky Dred Remix 2) (featuring MCD) - 3:59
5. "No No No" (Camdino Soul Extended Remix) - 6:31

## Remix ufficiali
"No, No, No" (Camdino Soul Extended Remix)
"No, No, No" (Camdino Soul Remix)
"No, No, No" (Camdino Soul Remix - Edit)
"No, No, No" (Funki Dread Remix) (feat Jermaine Dupri)
"No, No, No" (Funki Dread Remix) (feat MCD)
"No, No, No" (Funki Dread Remix) (feat Wyclef Jean)
"No, No, No Part 1" (Acapella)
"No, No, No Part 1" (Instrumental)
"No, No, No Part 2" (No Rap)
"No, No, No Part 2" (Acapella) (feat Wyclef Jean)
"No, No, No Part 2" (Instrumental)
"No, No, No Part 2" (#1's Edit) (feat. Wyclef Jean)